# تلمبه اسلامی
تلمبه اسلامی، یک آبادی از توابع بخش مرکزی، شهرستان کرمان در استان کرمان ایران است.

## جمعیت
این آبادی در دهستان باغین قرار دارد و براساس سرشماری مرکز آمار ایران در سال ۱۳۹۵، خالی از سکنه دائم بوده‌است.